# 菊川英柳
菊川 英柳（きくかわ えいりゅう、生没年不詳）とは江戸時代の浮世絵師。

## 来歴
菊川英山の門人。文化頃、画姓として菊川を称し英柳と号して作画をしている。

## 作品
- 「美人花合 北沢 牡丹」 大判 錦絵 フェレンツ・ホップ東洋美術館所蔵
- 「美人花合 柳眼寺 萩」 大判 錦絵 フェレンツ・ホップ東洋美術館所蔵